# Charles Oberthür
Pour les articles homonymes, voir Oberthür.
Charles Oberthür, né le 14 septembre 1845 à Rennes et mort le 1er juin 1924 dans la même ville, est un entomologiste amateur, fils de l’imprimeur François-Charles Oberthür et de Marie Hamelin, frère de l'entomologiste René Oberthür.

## Biographie
Il entre à seize ans dans l’imprimerie familiale (qui était chargée notamment de l’impression des calendriers des postes et des tickets de loterie nationale) et devient rapidement un bon ouvrier lithographe.
En 1870, il épouse Louise Le Ray.
Il reçoit, en 1913, le prix Cuvier de l’Académie des sciences.
Il est enterré au cimetière de Nord de Rennes dans une chapelle bâtie par son beau-frère Emmanuel Le Ray, architecte municipal.

## Vie politique
Il a été membre du conseil municipal de Rennes. Entre 1900 et 1906, il occupe le poste de premier adjoint du maire, Eugène Pinault.
En 1906, il se présente comme député d’Ille-et-Vilaine contre René Le Hérissé et M. Jaouen dans la première circonscription de l’arrondissement de Rennes. Il fait un bon score au premier tour (8151 voix sur 18380) mais il est battu au second tour le 20 mai 1906 (2172 voix sur 12014).

## Entomologie
Il se passionne très tôt pour les insectes notamment grâce à l’influence de son père. Il commence sa première collection d’insectes à neuf ans. Celle-ci va rapidement augmenter grâce à l’achat des collections de Jean-Baptiste Alphonse Dechauffour de Boisduval (1799-1879), Achille Guénée (1809-1880), Eugène Bellier de La Chavignerie (1819-1888), Adolphe de Graslin (1802-1882), Constant Bar (1817-1884), Antoine Guillemot (1822-1902) et Henry Walter Bates (1825-1892). Son immense collection, à la fin de sa vie, occupe 15 000 boîtes vitrées de 50 x 39 cm et renferme 5 millions de spécimens appartenant à de très nombreuses espèces. En 1916, elle serait la deuxième plus grande collection privée au monde.
Pour l’illustration de ses publications qu’il fait imprimer dans sa propre usine, il fait appel à de talentueux illustrateurs comme A. d’Apreval ou Jules Culot (1861-1933). Il est notamment l’auteur des Études d’entomologie (21 volumes, 1876-1902) illustrées de 1 300 figures en couleur, des Études de lépidoptérologie comparée (22 fascicules, 1904-1924) illustrées de plus de 5 000 figures. Il est également l’auteur de 111 notes.

Collection de lépidoptères conservée à l’Université de Rennes 1
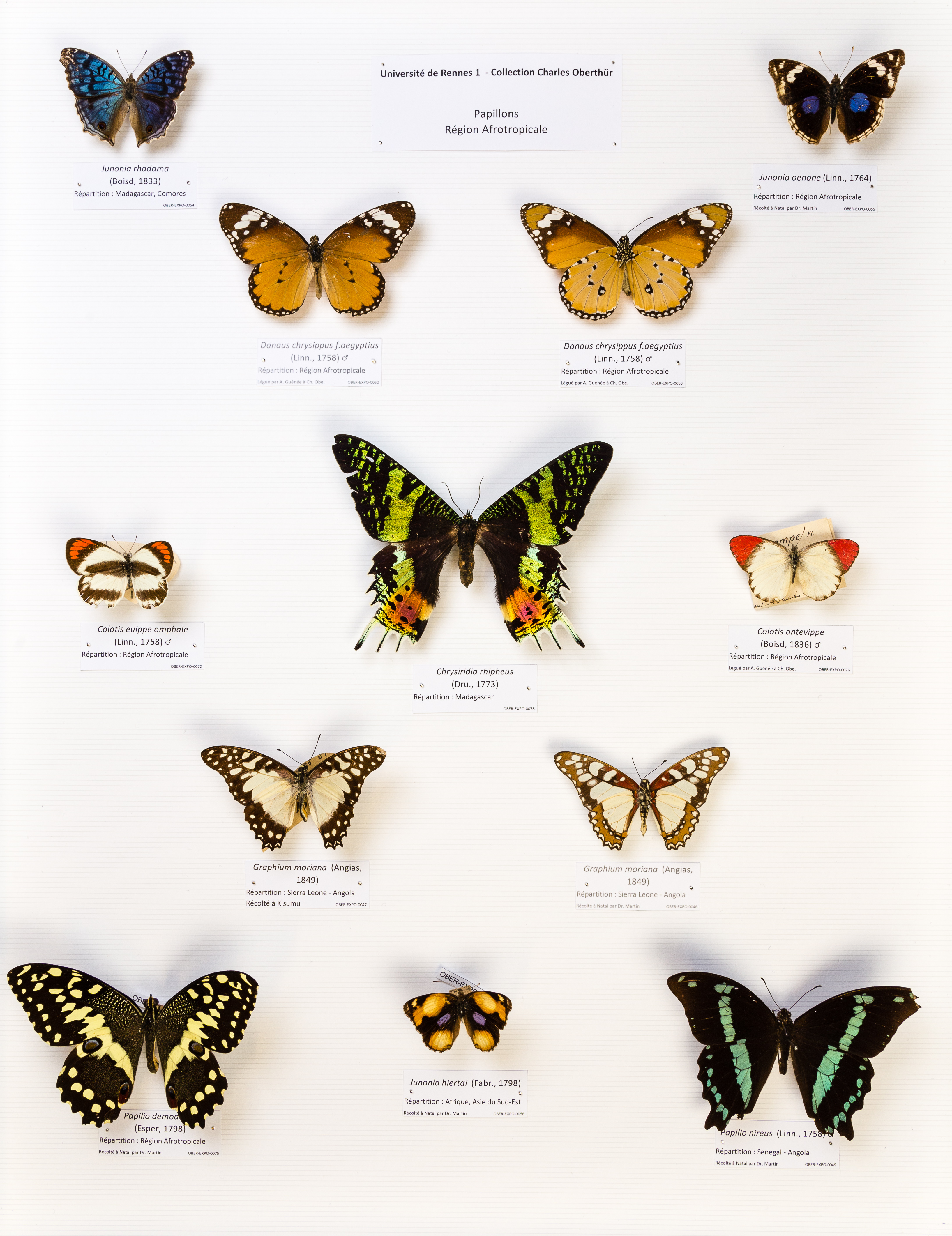
Écozone afrotropicale
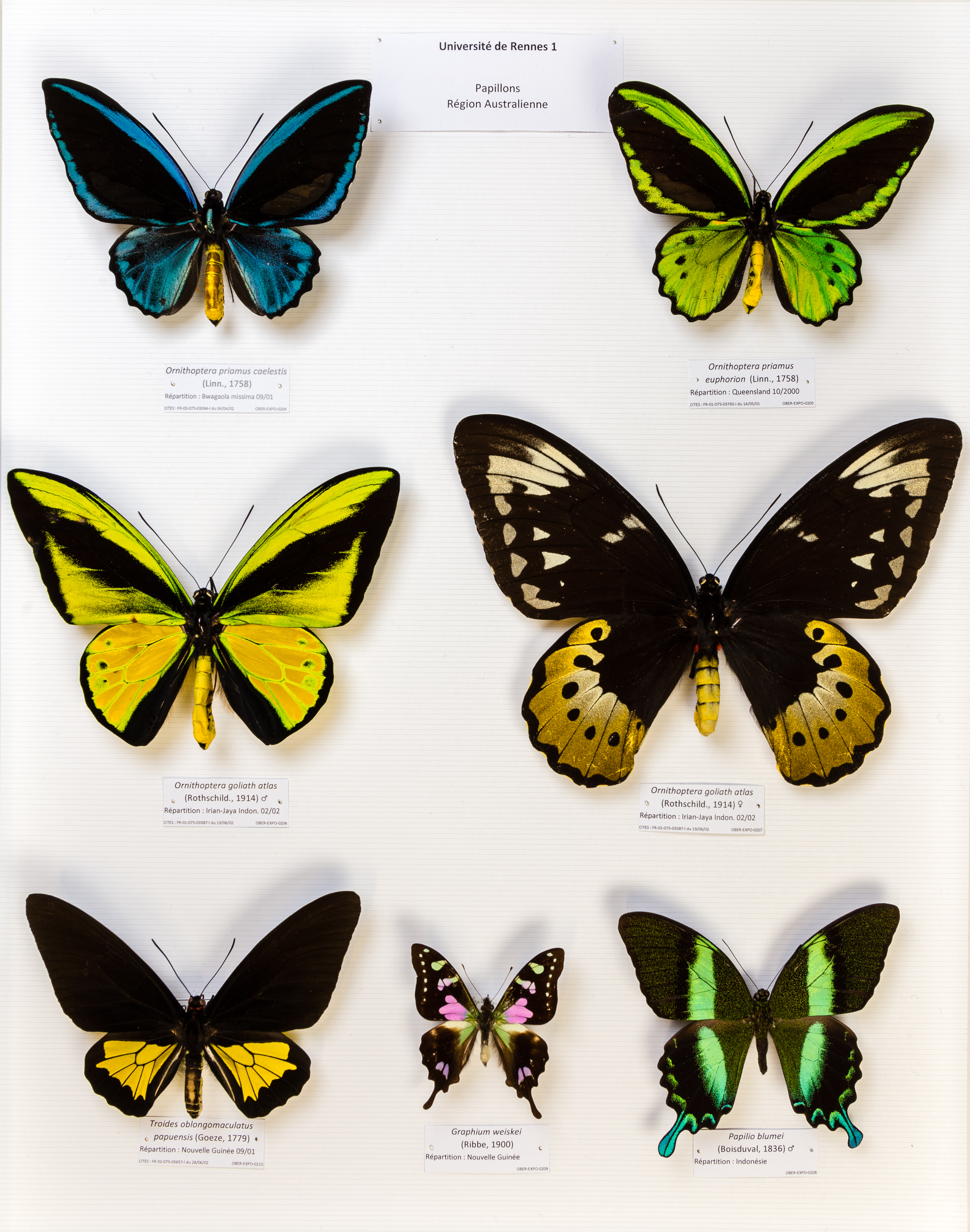
Écozone australasienne
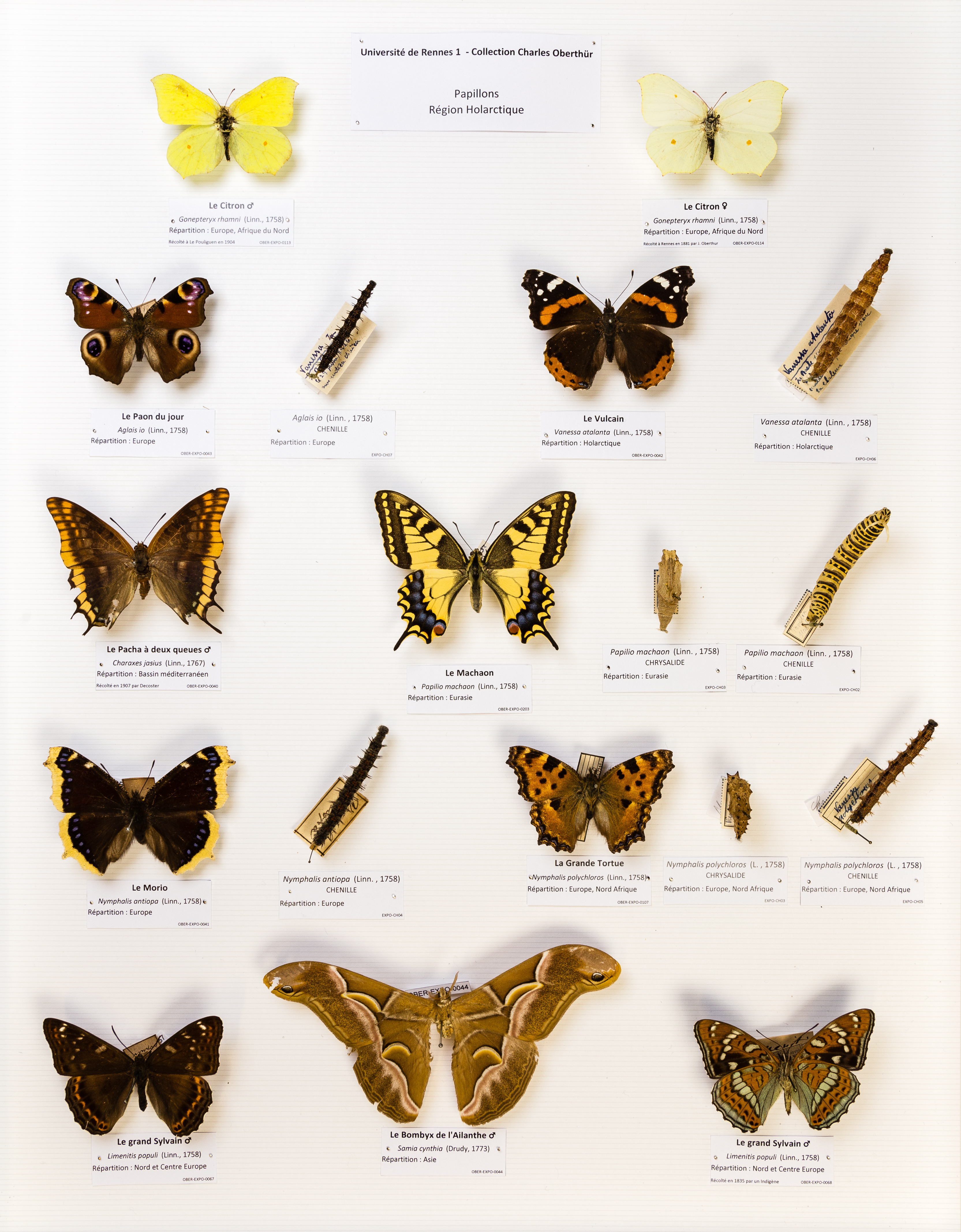
Écozone holarctique
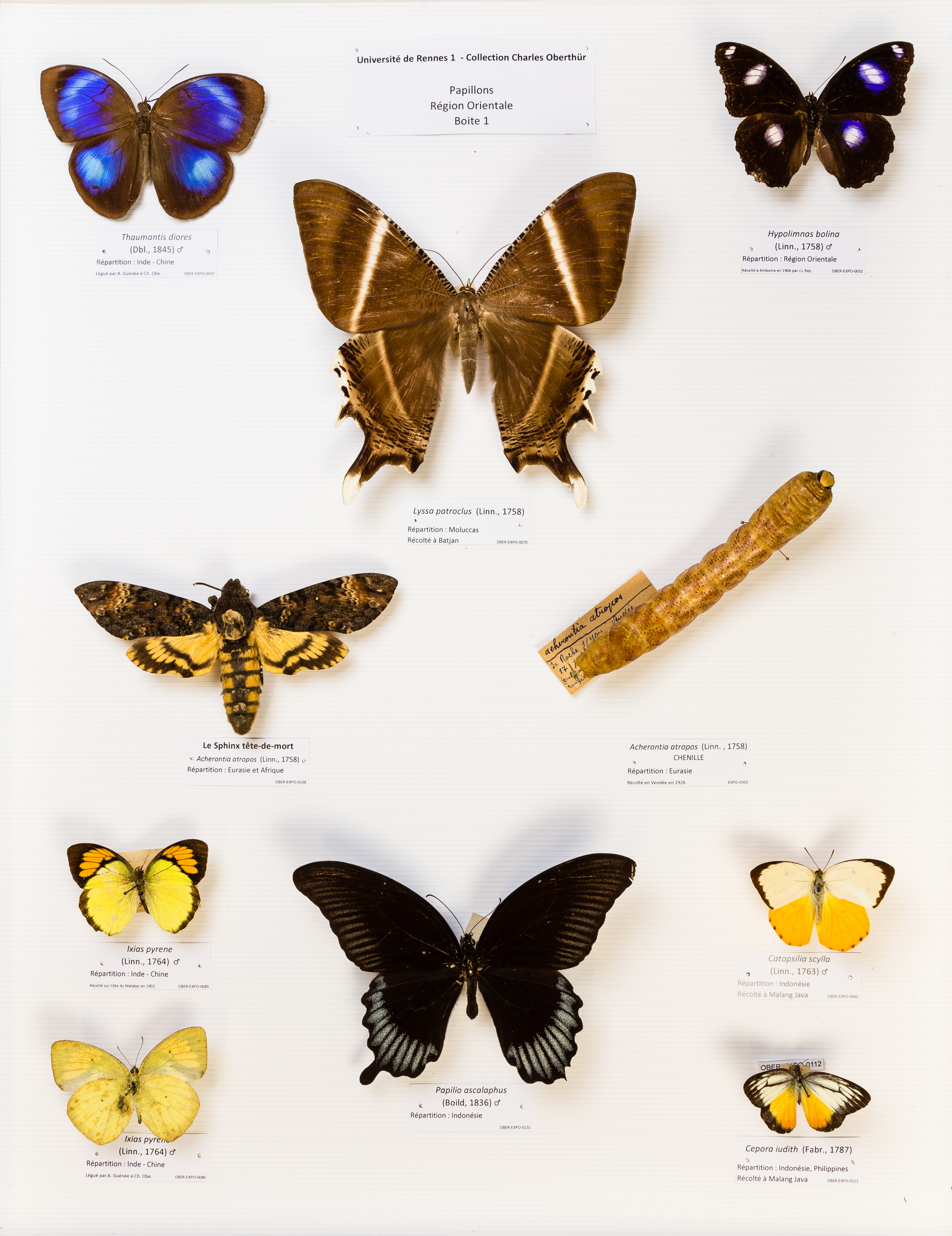
Écozone indomalaise
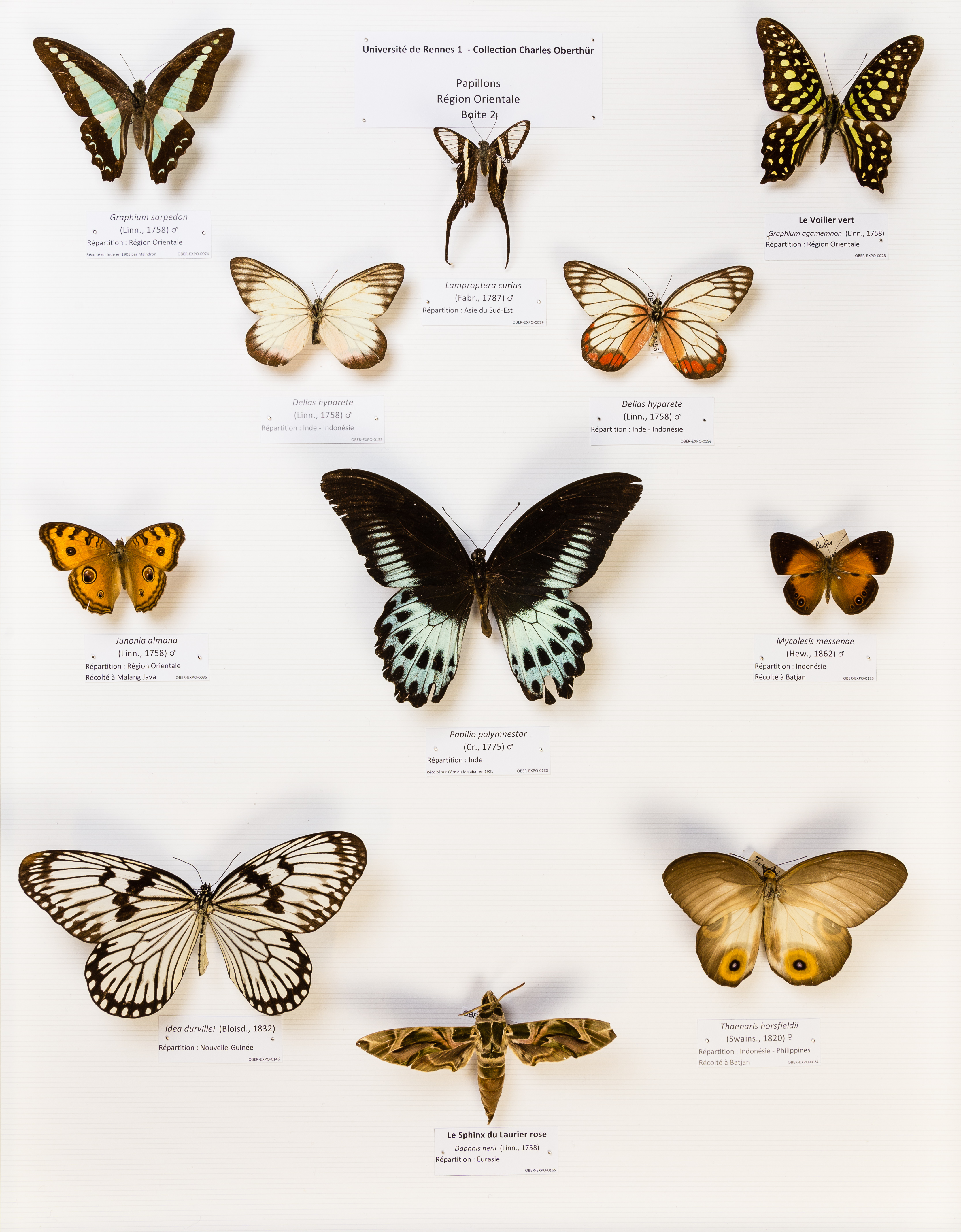
Écozone indomalaise
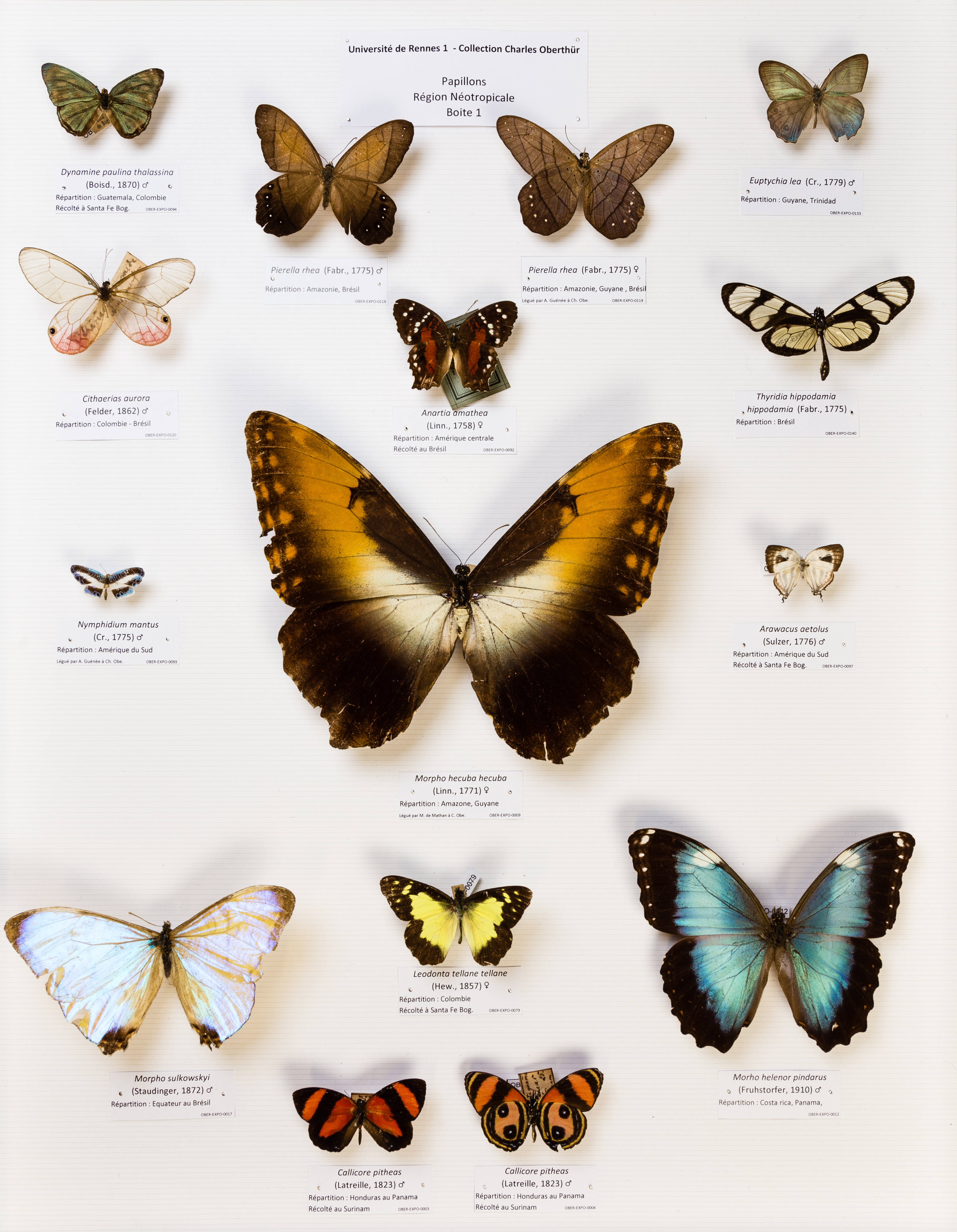
Écozone néotropique
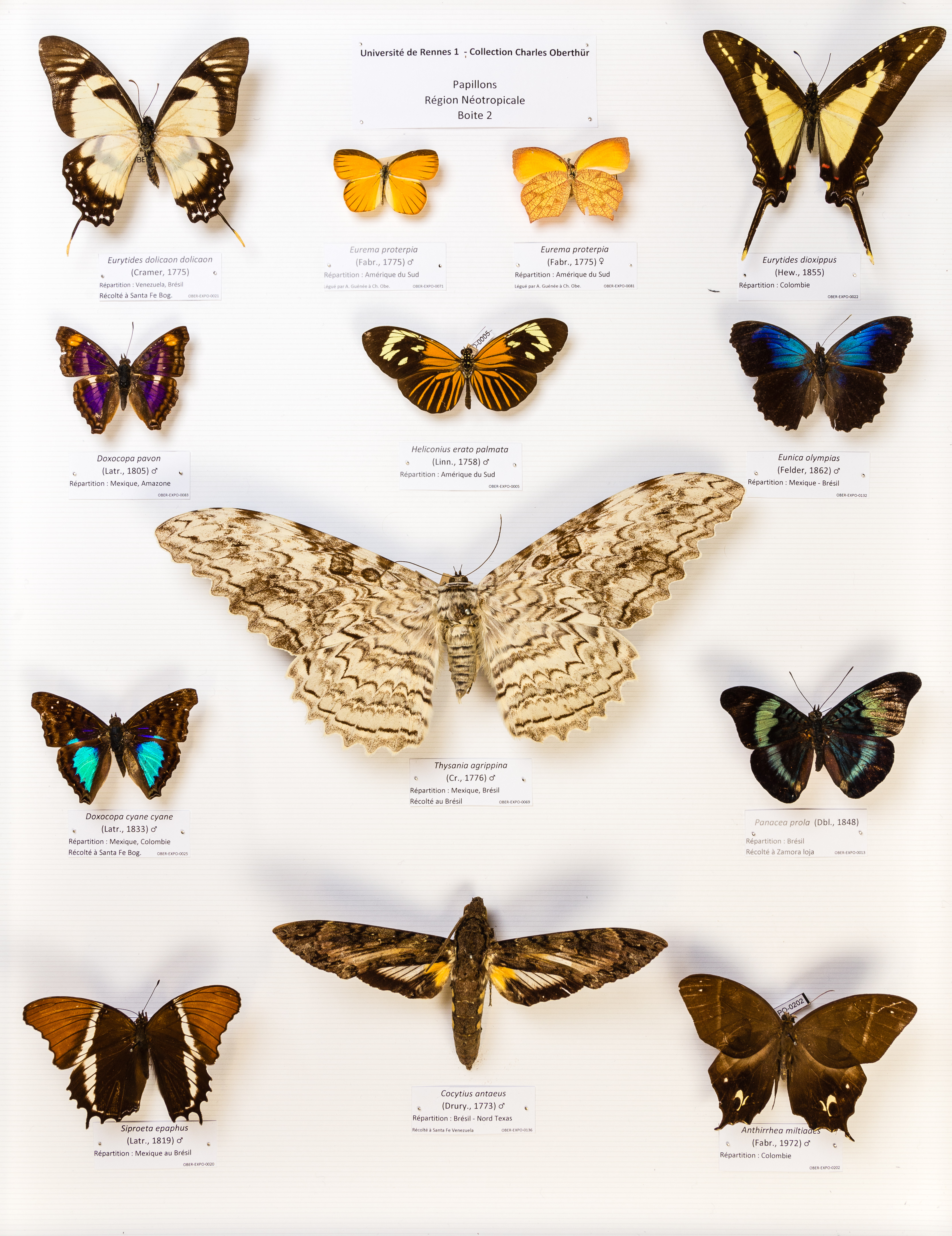
Écozone néotropique

### Taxonomie
Il a nommé plus de quarante-cinq espèces d’insectes. Un grand nombre sont des papillons de nuit et viennent d’Afrique du Nord ou d'Asie.
| Nom courant               | Nom binomial                      | Date | Remarque                                                                               |
| ------------------------- | --------------------------------- | ---- | -------------------------------------------------------------------------------------- |
|                           | Ornithoptera goliath              | 1888 |                                                                                        |
|                           | Actias dubernardi (en)            | 1897 | En l'honneur de Jules-Étienne Dubernard,                                               |
|                           | Actias felicis (en)               | 1896 |                                                                                        |
| Vanesse de l'obetie       | Antanartia borbonica              | 1880 |                                                                                        |
|                           | Aporia acraea (en)                | 1886 |                                                                                        |
|                           | Aporia bieti (nl)                 | 1884 | En l’honneur de Félix Biet                                                             |
|                           | Aporia delavayi (nl)              | 1890 | En l'honneur de Jean Marie Delavay                                                     |
|                           | Aporia goutellei (nl)             | 1886 | En l'honneur de Jean Batiste Goutelle                                                  |
|                           | Aporia hastata (nl)               | 1892 |                                                                                        |
|                           | Aporia joubini (nl)               | 1913 |                                                                                        |
|                           | Aporia largeteaui (nl)            | 1881 |                                                                                        |
|                           | Aporia larraldei (nl)             | 1876 |                                                                                        |
|                           | Aporia lhamo (nl)                 | 1893 |                                                                                        |
|                           | Aporia martineti (nl)             | 1884 |                                                                                        |
|                           | Aporia monbeigi (nl)              | 1917 | En l'honneur de Jean Théodore Monbeig                                                  |
| Faux-cuivré mauresque     | Cigaritis allardi                 | 1909 |                                                                                        |
| Hausse-queue de Powell    | Clostera powelli                  | 1913 |                                                                                        |
|                           | Colias montium (en)               | 1886 |                                                                                        |
| Souci                     | Colias croceus f. helicina        | 1880 |                                                                                        |
| Fadet oranais             | Coenonympha austauti              | 1881 |                                                                                        |
|                           | Elophos unicoloraria occidentalis | 1913 | Sous-espèce                                                                            |
| Moiré aragonais           | Erebia zapateri                   | 1875 |                                                                                        |
| Isabelle                  | Graellsia isabellae galliaegloria | 1922 | Sous-espèce présente uniquement dans les Alpes.                                        |
| Dragon de Powell          | Harpyia powelli                   | 1912 |                                                                                        |
| Sylvandre berbère         | Hipparchia ellena                 | 1894 |                                                                                        |
| Faune punique             | Hipparchia powelli                | 1910 |                                                                                        |
|                           | Hypercompe alpha                  | 1881 |                                                                                        |
|                           | Hypercompe atra                   | 1881 |                                                                                        |
|                           | Hypercompe bari                   | 1881 |                                                                                        |
|                           | Hypercompe bolivar                | 1881 |                                                                                        |
|                           | Hypercompe brasiliensis           | 1881 |                                                                                        |
|                           | Hypercompe contexta               | 1881 |                                                                                        |
|                           | Hypercompe detecta                | 1881 |                                                                                        |
|                           | Hypercompe heterogena             | 1881 |                                                                                        |
|                           | Hypercompe magdalenae             | 1881 |                                                                                        |
|                           | Hypercompe mus                    | 1881 |                                                                                        |
|                           | Hypercompe muzina                 | 1881 |                                                                                        |
|                           | Hypercompe orbiculata             | 1881 |                                                                                        |
| Bombyx de Vallantin       | Lemonia vallantini                | 1890 |                                                                                        |
| Cuivré fuligineux         | Lycaena tityrus bleusei           | 1884 | Sous-espèce                                                                            |
| Azuré du Maghreb          | Lysandra punctifera               | 1876 |                                                                                        |
| Mélitée de l'érémial      | Melitaea deserticola              | 1876 | Synonyme : Didymaeformia Deserticola                                                   |
| Hespérie mauresque        | Muschampia leuzeae                | 1881 |                                                                                        |
| Hespérie de Barbarie      | Muschampia mohammed               | 1887 |                                                                                        |
|                           | Nymphalidae Halimede              | 1922 | Charles Oberthür & Constant Houlbert, renommé en Melanargia halimede (Ménétries, 1859) |
| Citronnelle rouillée      | Opisthograptis luteolata          |      | Décrit sous le nom Rumia provincialis par Oberthur en 1919                             |
|                           | Papilio aristophontes             | 1897 |                                                                                        |
|                           | Papilio judicael                  | 1888 |                                                                                        |
|                           | Papilio ophidicephalus            | 1878 |                                                                                        |
|                           | Papilio rex                       | 1886 |                                                                                        |
|                           | Papilio saharae                   | 1879 |                                                                                        |
|                           | Papilio syfanius                  | 1890 |                                                                                        |
|                           | Parnassius epaphus                | 1879 |                                                                                        |
|                           | Parnassius imperator              | 1883 |                                                                                        |
|                           | Phengaris atroguttata             | 1876 | Synonyme : Lycaena atroguttata                                                         |
| Piéride du navet          | Pieris napi atlantis              | 1925 | Sous-espèce d’Afrique du Nord.                                                         |
| Azuré du bec-de-grue      | Maurus vogelii                    | 1920 |                                                                                        |
| Sablé aragonais           | Polyommatus fabressei             | 1910 |                                                                                        |
| Hespérie des potentilles  | Pyrgus armoricanus                | 1910 |                                                                                        |
| Hespérie des hélianthèmes | Pyrgus foulquieri                 | 1910 |                                                                                        |
|                           | Samia watsoni                     | 1914 |                                                                                        |
| Hespérie maghrébine       | Thymelicus hamza                  | 1876 |                                                                                        |

Note : la taxinomie des insectes évolue régulièrement et fortement, certaines espèces ont été renommées depuis.
Sena oberthueri est un papillon décrit par Lucas et Albuna oberthuri (en).
Charles Oberthür travaille souvent avec des missionnaires qui récupèrent les papillons pour lui. En contrepartie Il imprime à Rennes des Chants religieux en tibétain pour Jules Dubernard. M. et Mme Oberthür se procurent, dans les salles de ventes de Bretagne, les objets sacerdotaux qu’ils offrent au Supérieur des Missions étrangères de Paris pour en doter les jeunes missionnaires en partance pour l’étranger. Il a notamment travaillé avec Félix Biet, Pierre Jean Marie Delavay, Jules Étienne Dubernard, Théodore Monbeig, Jean Batiste Goutelle.

## Distinction
- Chevalier de la Légion d'honneur (2 avril 1912)[7]

## Sources
- Jean Gouillard (2004). Histoire des entomologistes français, 1750-1950. Édition entièrement revue et augmentée. Boubée (Paris), 287 p.
- Jean Lhoste (1987). Les Entomologistes français. 1750-1950. INRA Éditions, 351 p.